# Vanessa Duriès
Vanessa Duriès (1972 - 13 de diciembre de 1993) fue una escritora francesa.
Fue la autora de la novela de temática BDSM, La atadura basada en su propia experiencia como esclava. 
Vanessa murió en un accidente de coche el 13 de diciembre de 1993 en el sur de Francia a la edad de 21 años. Debido a su temprana muerte ganó un estatus de escritora de culto en la comunidad BDSM. En 2007, cinco capítulos de su segunda novela inacabada La estudiante fueron publicados en Francia.

## Obra
- La atadura